# Церква Різдва Пресвятої Богородиці (Тулинці)
Церква Різдва Пресвятої Богородиці в селі Тулинці — старий православний храм у стилі козацького бароко XVIII століття в Тулинцях Київської області, Україна. Входить до пам'яток містобудування та архітектури України, охоронний номер №935..
На думку багатьох фахівців, зокрема доктора наук Михайла Селівачова, Тулинська церква є одним з найкращих зразків деревяного зодчества Правобережної України.

## Географія
Розташовується церква на високому залісненому пагорбі на півночі околиці села Тулинці, в 2 км на південь від траси Р19, на середині шляху Ржищів—Канів.

## Історія
Село Тулинці і дерев'яна церква у ньому вперше згадуються у реєстрі 1622 року, зазначаючи належність села до Київського староства. У часи руїни 1657—1687 роках церква і Тулинці були знищені. Проте вже у 1740 році, за свідченнями церковних архівів Мошенського деканату, на місці зруйнованої Тулинської церкви було збудовано нову дерев'яну церкву, яка проіснувала до 1779 року. Внаслідок розростання села і малих розмірів церкви, її довелося замінити.
У 1779 році почалося будівництво нового і більшого дубового храму у стилі українського бароко на честь Різдва Пресвятої Богородиці, у якому використовувалися дошки від попередньо розібраної церкви, на кошти парафіян, а вже 1784 року його освятили. До бабинця церкви у 1894 році було прибудовано дзвіницю, таким чином збільшивши розміри церковного приміщення. У Центральному державному історичному архіві України у Києві зберігається історичний запис про цю церкву, що засвідчує: «Храм Різдва Богородиці однопрестольний, дерев'яний… Дзвіниця також збудована з дерева в одному зв'язку з будинком церкви». Після захоплення України більшовиками і поляками храм ще діяв аж до 1931 року, коли його було закрито, а все майно реквізували, забрали і знищили. На початку радянська влада використовувала споруду як колгоспну комору, але в подальшому вона майже завжди пустувала і руйнувалася під плином часу. Але під час Другої світової війни, коли Німеччина окупувала територію України, богослужіння у храмі відновилися. Після завершення війни церква продовжувала працювати ще близько 10 років, а потім «з турботою про безпеку віруючих» стару церкву закрили через її аварійний стан. 18 червня 1987 року виконавчий комітет Миронівської районної ради ухвалив рішення №118 «Про стан охорони, збереження і використання пам'яток історії та культури, освоєння культових споруд, знятих з реєстрації релігійних об'єднань», в якому було записано: «Виконкомам Тулинської, Македінської, Шандрівської сільських рад разом з правлінням колгоспів провести до 1 вересня 1987 року реконструкцію культових споруд з подальшим використанням під складські приміщення», що і було зроблено. Після отримання незалежності України Церква Різдва Пресвятої Богородиці поновила знову свої богослужіння. У 2017—2018 роках проводилися реставраційні роботи, в ході яких було замінено старі дошки церкви. На її землі знаходяться кілька поховань. Наразі це діючий храм в селі Тулинці Миронівського району.

## Опис
Архітектура дерев'яної церкви Різдва Пресвятої Богородиці є зразком козацького бароко, адже її архітектурна констукція є трибанною, з вже потім прибудованою до бабинця в два яруси дзвіницею із шатровим восьмигранним завершенням. Зведено храм було на кам'яному фундаменті. Стіни церкви складені з дубових зрубів, висотою до півметра, своєрідної форми — квадрату зі зрізаними кутами, які перекриті увінчаними восьмигранними куполами. Зрубові стіни знадвору вертикально обшиті дерев'яними дошками, а дзвіниця — горизонтально. Загальна товщина стін становить близько 15 сантиметрів. Доповнюють споруду декоративні ліхтарі з верхами і хрестами.
Усередині присутня стародавня асиметрія площин і мінімалізм речей. Також в інтер'єрі храму можна побачити традиційно відкритий зруб та нерізблені ригелі. Храм зсередини пофарбований і налічує багато писаних на стінах ікон. В овальних медальйонах у наві та на стінах верхнього восьмерика збереглися розписи, майстерно виконані у XIX столітті. Від хорів на західній стіні нави лишилася тільки огорожа.

## Галерея

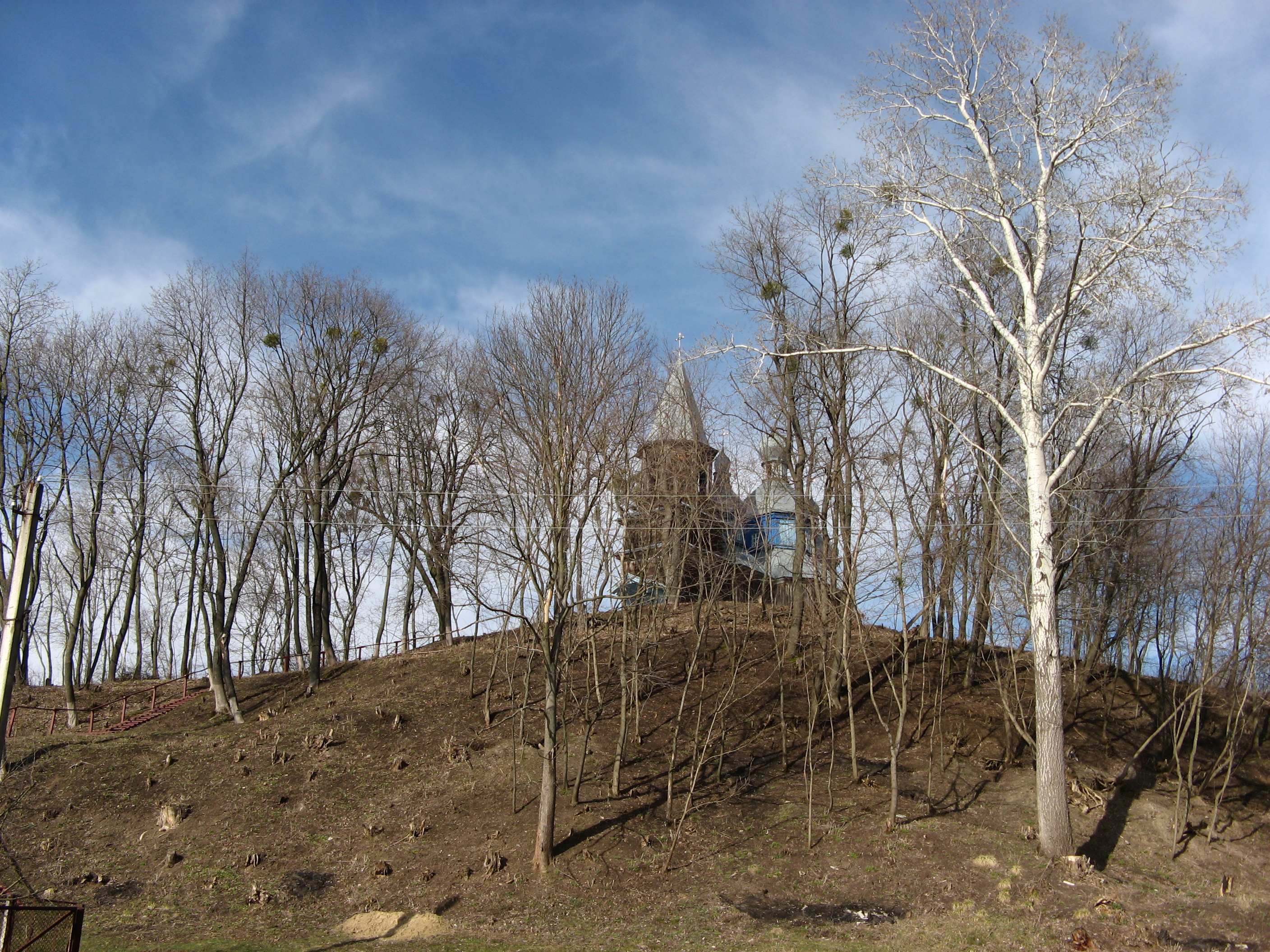
Церква на пагорбі
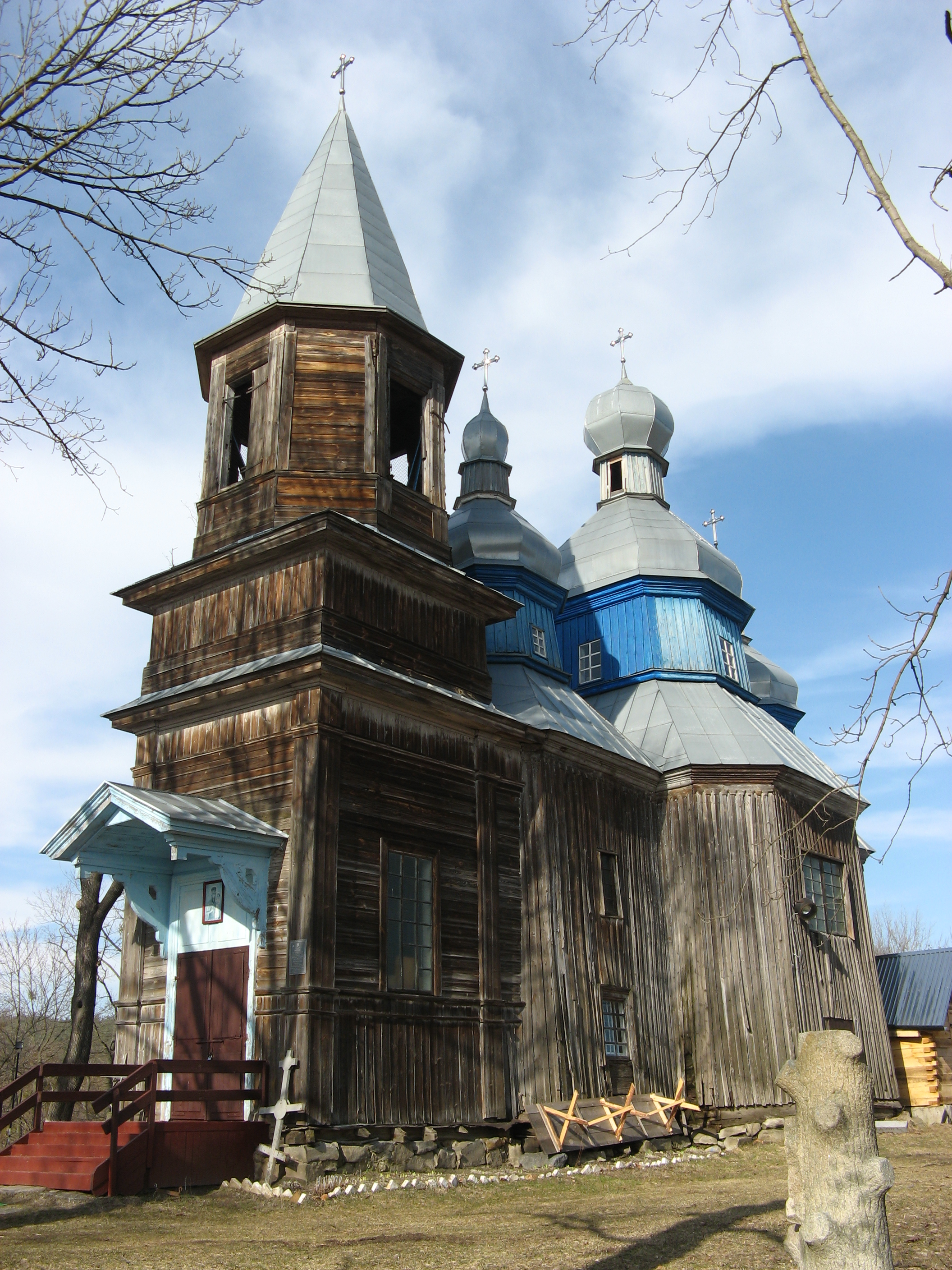
До реставрації 2017 року
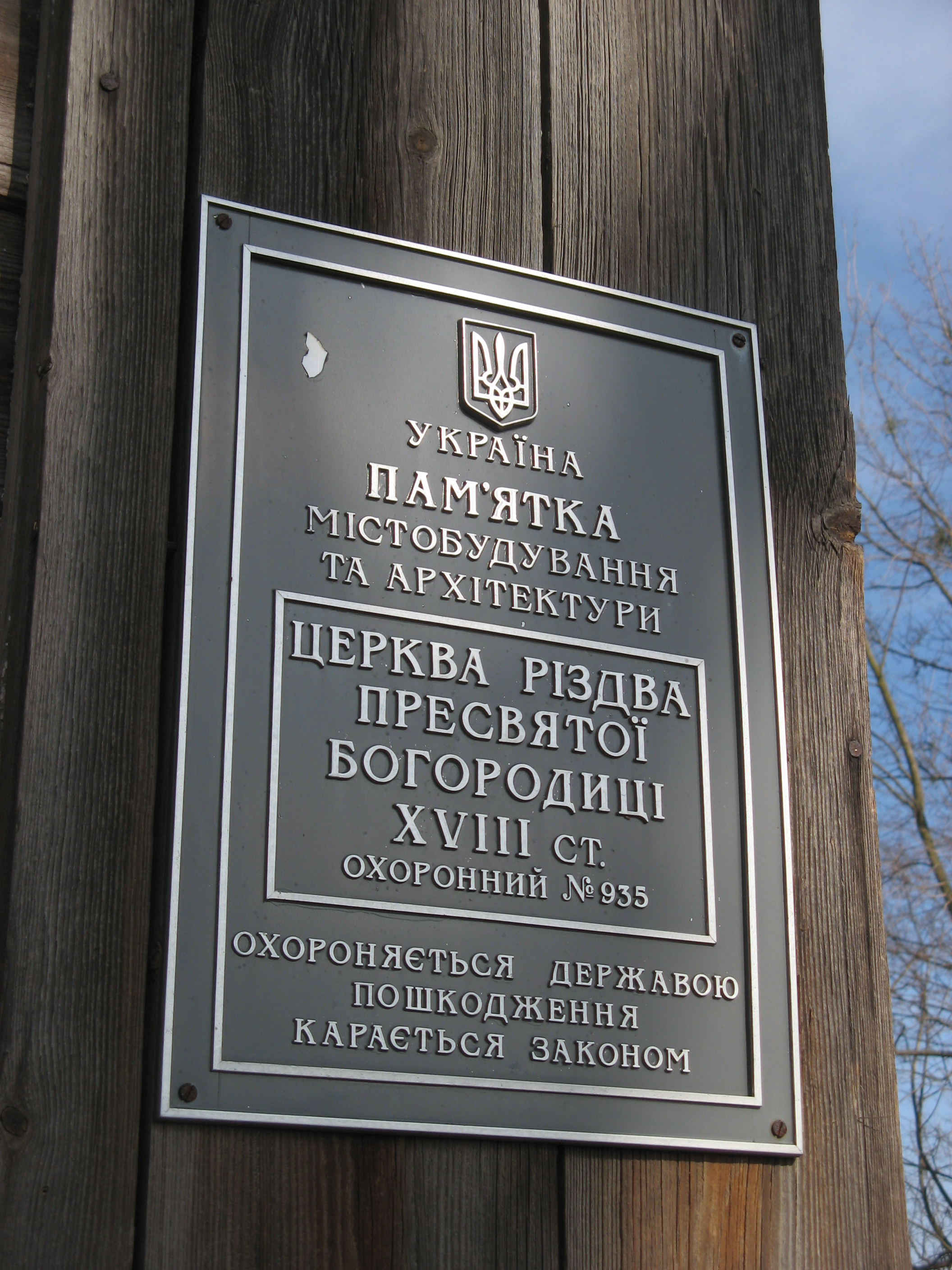
Табличка про вказівку належності споруди до пам'ятки України
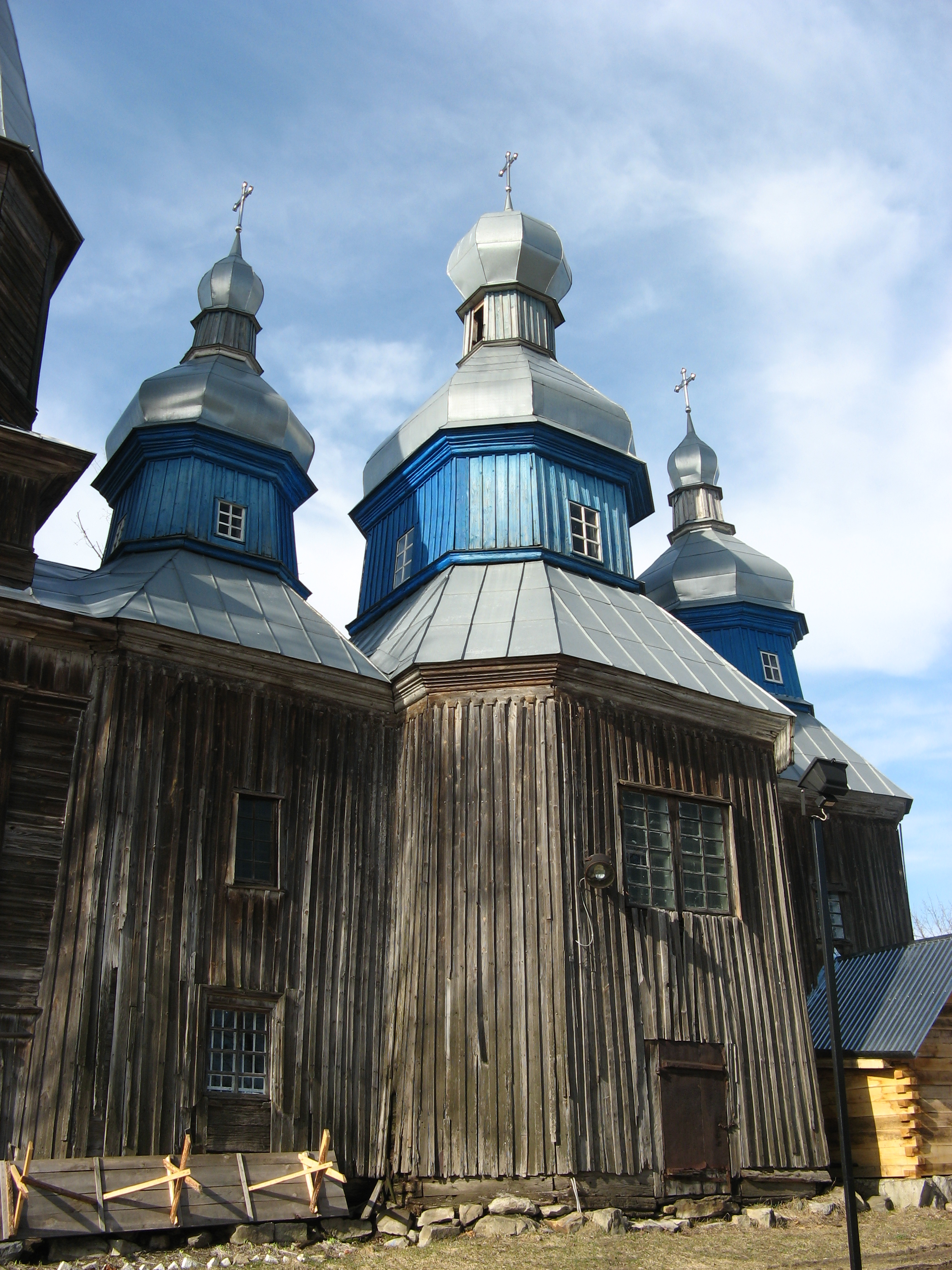
Світлина церкви без дзвіниці. До реставрації 2017 року
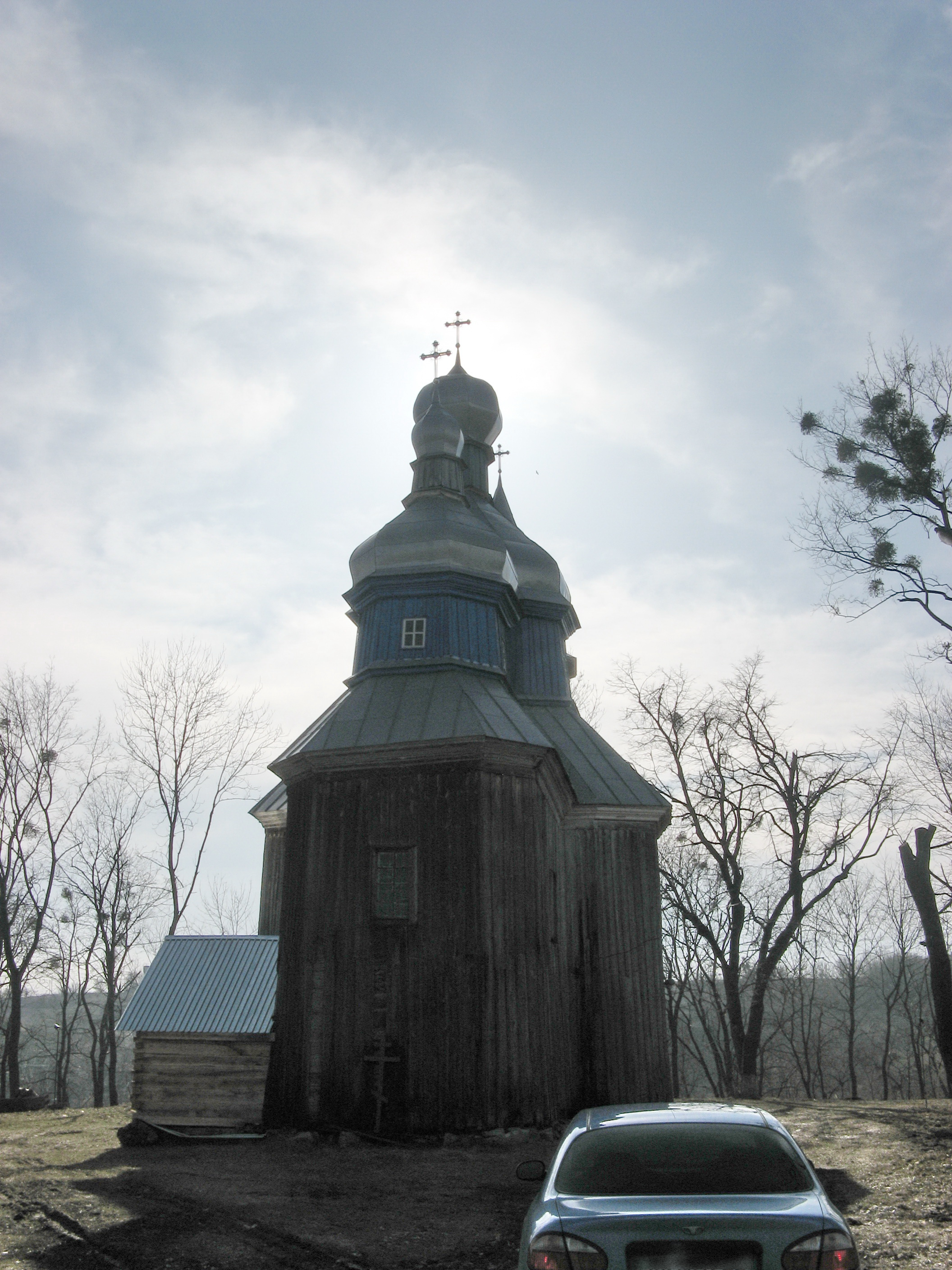
Вид ззаду. До реставрації 2017 року